# Stadio Olimpico Patria
L'Estadio Olímpico Patria è uno stadio calcistico di Sucre, in Bolivia, con una capacità massima di 32 000 persone.

## Storia
Quarto stadio della Bolivia per capienza, l'Olímpico Patria fu inaugurato nel 1992; andò a sostituire l'Estadio Sucre, che dal 1977 fino al 1991 (nonché per i primi mesi dello stesso 1992) aveva ospitato le gare interne delle società di Sucre che militavano nella Liga del Fútbol Profesional Boliviano. L'impianto fu selezionato per la Copa América 1997: fu teatro della partita inaugurale del gruppo B tra Perù e Uruguay. Ospitò altre tre incontri, tra cui il quarto di finale tra Perù e Argentina.